# Diario de un don nadie

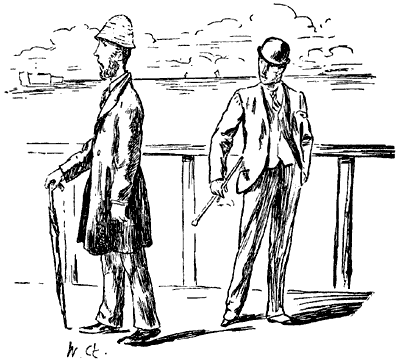
Ilustración de Charles y Lupin Pooter (1892).

Diary of a Nobody o Diario de un don nadie es una novela gráfica escrita por George Grossmith y su hermano Weedon con ilustraciones de este último; fue publicado por primera vez en "Punch" en 1888-89, y publicado en forma de libro en 1892. Es considerado una obra clásica del humor.
El diario narra las andanzas de Charles Pooter, un funcionario londinense de clase media-baja con llamativas aspiraciones sociales que vive en Upper Holloway. Otros personajes de esta obra son su mujer Carrie (Caroline), su hijo Lupin, sus amigos Mr. Cummings y Mr. Gowing, y la muy poco apropiada prometida de Lupin, Daisy Mutlar. Las situaciones humorísticas se originan a raíz de las constantes metidas de pata de Pooter y sus esfuerzos por aparentar, al tiempo que sufre constantes desaires de quienes considera inferiores en clase a él (por ejemplo, comerciantes). El libro propagó el uso de la palabra pooterism ("pooterismo"), para referirse a la tendencia a darse excesiva importancia.

## Adaptaciones
Hubo una versión radiofónica, que fue producida por Arthur Lowe. En 1964, Ken Russell dirigió una versión cinematográfica en blanco y negro para la BBC 2, con Bryan Pringle en el papel protagonista. Hubo también adaptaciones televisivas de la novela: una producida por la BBC 2 en 1979, y otra de la BBC Four en 2007, con Hugh Bonneville haciendo de Charles Pooter.